# Boopedon diabolicum
Boopedon diabolicum är en insektsart som beskrevs av Bruner, L. 1904. Boopedon diabolicum ingår i släktet Boopedon och familjen gräshoppor. Inga underarter finns listade i Catalogue of Life.